# Såddfond

Diagram över finansiering av nystartade företag

Såddfond är en kapitalkälla för investeringsstöd för investeringar i tidiga utvecklingsskeden.
Exempel på såddfonder är Almi Invest och Saminvest AB.